# Raphaël Ngazouzé
Raphaël Ngazouzé, né le 12 septembre 1962 à Booué, est un homme politique gabonais, membre du Parti démocratique gabonais (PDG).
Il a occupé plusieurs postes dans l'administration et au sein du Parti démocratique gabonais (PDG). Il est l'une des personnalités les plus influentes de la majorité présidentielle. Surtout dans l'Ogooué Ivindo, sa province natale, où il est surnommé « Nickson ».

## Biographie
Après une scolarité à Booué et à Makokou principales villes de l'Ogooué-Ivindo, il obtient une maîtrise en Histoire en 1986. Il est diplômé l'école normale supérieure de Libreville où il passe et obtient un certificat d’aptitude au professorat du second degré (CAPES) en 1988.
De 1988 à 1994 il est professeur d'Histoire-Géographie dans différents lycées et collèges du Gabon avant de faire ses premiers pas en politique en tant que conseiller politique du ministre des PME-PMI et de l'Artisanat de 1994 à 1996. Investi par le PDG, il prit part à la joute électorale du 5 décembre 1996, au 2e siège du département de la Lopé, ce qui lui permet de faire sa première entrée dans l'hémicycle en tant que député en 1997 et d'être élu Rapporteur de la Commission des Affaires étrangères, de la Coopération internationale et de la Défense nationale de 1997 à 2001.
Réélu aux législatives du 9 décembre 2001, il est secrétaire du groupe parlementaire PDG, président de la section parlementaire des amis de l'UNESCO et secrétaire du groupe Gabon/Espagne de 2002 à 2006.
Après s'être adressé aux populations en tant que directeur de campagne adjoint d'Omar Bongo pendant la présidentielle de 2005, il est réélu le 17 décembre 2006. Grâce à cette victoire il obtient le poste de vice président du groupe parlementaire PDG et de président du groupe d'amitié Gabon-Russie, il confirme son poste de président de la section parlementaire des amis de l'UNESCO à l'assemblée Nationale et est nommé conseiller du président de 2008 à 2009 au sein de son parti.
À la mort d'Omar Bongo, Raphaël Ngazouzé apporte son soutien à Ali Bongo. Cela lui vaut une entrée dans le premier gouvernement d'Ali Bongo, le 19 octobre 2009, en tant que ministre délégué de l'Éducation nationale, de l'Enseignement supérieur, de la Recherche scientifique et de l'Innovation, jusqu'au 14 janvier 2011 où il est nommé ministre délégué auprès du ministre des Affaires étrangères, de la Coopération internationale et de la Francophonie.
Sa réélection du 17 décembre 2011 lui vaut le poste de ministre délégué du Budget, chargé de la Fonction publique le 28 février 2012 jusqu'au 28 janvier 2014 date à laquelle il est nommé ministre délégué des Transports.
À la suite de multiples tentatives de déstabilisation politique de la part de ses concurrents il est écarté du gouvernement le 4 octobre 2014.
Après sa sortie du gouvernement, il regagne son siège à l'Assemblée nationale.
Il est investi par sa formation politique pour les législatives du 6 et 27 octobre 2018. Il gagne au premier tour, et décroche donc un cinquième mandat,ce qui lui permet d'être élu sixième vice président de l'Assemblée nationale le 11 janvier 2019.
Après le coup d'État de août 2023, le gouvernement, comme les autres institutions sont dissoutes par la junte et Ngazouzé perd son poste de ministre. Cependant, il est l'un des rares ministres reconduit dans le gouvernement de Transition dirigé par Raymond Ndong Sima dans lequel il est ministre de la Fonction publique et du renforcement des capacités.